# STAINLESS NIGHT (漫画)
『STAINLESS NIGHT』（ステンレス・ナイト）は、亜麻木硅による日本の成人向け漫画作品。1995年にアニメ化で、ピンクパイナップルから全2巻が発売された。

## あらすじ

### ステンレスナイト 2010 LINEAR
セント永愛学園に通う沙弥加は、メイド服を着たアンドロイドを悪漢から救う。
その後、そのアンドロイドはリニアと名乗り、沙弥加は両性具有であるリニアと夜を共にしてしまう。

### ステンレスナイト 2021 SAYAKA
沙弥加とその仲間たちはリニアの記憶を復元しようという試みを続けていた。
ある日、謎の組織の刺客がリニアを攫おうとする。沙弥加によって刺客は撃退されたが、沙弥加が尊敬していた滝沢教授が殺されてしまう。

## 登場人物
沙弥加
本作の主人公。セント永愛学園に通う女子生徒。
リニア
両性具有のアンドロイドで、「リアルマスター」に該当する。

## 書誌情報
- 『STAINLESS NIGHT —2010 LINEAR—』 1994年6月発売 ISBN 4-89421-075-4
  - 新装版　2003年1月20日発売 ISBN 978-4-8838-6180-4
- 『STAINLESS NIGHT —2021 SAYAKA—』 1995年12月発売 ISBN 4-89421-144-0
  - 新装版　2003年5月20日発売 ISBN 978-4-8838-6192-7

## アダルトアニメ

### スタッフ
- 原作：亜麻木硅
- 監督：音無竜之介
- キャラクターデザイン：音無竜之介
- 作画監督：音無竜之介、千羽由利子

### 映像ソフト
- 『STAINLESS NIGHT 2010 LINEAR 第1巻』 1995年12月22日発売 VHS:JSVA-52663/LD:JSLA-52663
- 『STAINLESS NIGHT 2021 SAYAKA 第2巻』 1996年3月22日発売 VHS:JSVA-52664/LD:JSLA-52664
- 『STAINLESS NIGHT 全集』 2000年2月4日発売 DVD:KSXA-53863